# Теуль-де-Гонсалес-Ортега
Теуль-де-Гонсалес-Ортега (исп. Teúl de González Ortega) — город в Мексике, входит в муниципалитет Теуль-де-Гонсалес-Ортега штата Сакатекас. Население 5279 человек.